# Cuarteto con oboe
Un cuarteto con oboe es una composición para oboe y tres otros instrumentos, usualmente un trio de cuerdas (violín, viola y violonchelo). A pesar de que este género no es muy común, Mozart escribió un cuarteto muy conocido, su Cuarteto con oboe, K. 370. Otros compositores como Benjamin Britten y su Op. 2, Phantasy, cuarteto para oboe, violín, viola y violoncello, 1932,Johann Christian Bach, Franz Krommer, Colin Matthews y Jesús Torres, han escrito cuartetos para oboe y cuerdas.
- Datos: Q7075242